# Fraates IV de Partia
Fraates IV o Arsaces XXI fue rey de Partia desde el 37 a. C. hasta el 2 a. C. tras la muerte de su padre Orodes II. Según Dion Casio (Historia romana XLIX 23.9) Orodes II abdicó, cansado por la edad o por el dolor de la muerte de su hijo Pacoro I, en su hijo Fraates, quien asesinó a su padre y a sus hermanos.

## Guerra contra Roma
Partia se mantenía en un estado de guerra con Roma desde el año 53 a. C. cuando lograron vencer en Carras una invasión romana liderada por Marco Licinio Craso. Partia se involucró en las guerras civiles romanas del 49-45 a. C. y del 43-40 a. C. con la invasión de Siria en el 40 a. C., sin embargo esta acabó en fracasó y con la muerte de Pacoro I, hermano de Fraates IV. Además se preparaba una respuesta por parte romana liderada por Marco Antonio. Este general romano, antiguo aliado de César, había luchado contra los asesinos de César y sus aliados de los partos, Casio y Bruto, merced a que recibió los territorios orientales donde esperaba emular, aliado del Egipto ptolemaico, la gloria de su mentor conquistando a los partos. 
En el año 36 a. C. Fraates fue atacado por el general romano Marco Antonio. Marco Antonio había enviado a un lugarteniente, Canidio Craso, Armenia para asegurarse la lealtad de su rey, Artavasdes, evitando cualquier ataque por la retaguardia. Marco Antonio, entonces, marchó a través de Armenia hacia la Media Atropatene, donde su objetivo es tomar Fraaspa y de allí a Ecbatana. Sin embargo el triunviro cometió un error al dividir su ejército en dos columnas, una más lenta con maquinaria de asedio y auxiliares al mando de Opio Estantiano que fue atacada y destruida por Fraates, de la que previamente habían desertado las tropas armenias. 
Sin armas de asedio y en territorio enemigo, Marco Antonio pacta con Fraates poder abandonar Partia a través de Armenia sin sufrir daño. Pese a lo prometido, las tropas partas hostigaran al ejército romana hasta llegar a su territorio.
Armenia fue invadida por Marco Antonio en el año 35 a. C. que derrotó y capturó a Artavasdes II (ejecutado en el 31 a. C.), su hijo Artaxias logró huir a la corte de Fraates IV, que decidido a atraer a su órbita el reino vecino, invadió Armenia y colocó en el trono a Artaxias II, quien llevó a cabo una política antirromana.

## Guerra civil y paz con Augusto
Según Marco Juniano Justino (Historiarum Philippicarum, XLII) Fraates IV fue derrocado en el 32 a. C. por sus muchas crueldades, aunque esto es difícil de creer siendo más plausible que Tirídates II, fuera otro candidato más al trono tan característico de la historia parta. Fraates, continúa Justino, fue repuesto por intervención de los escitas, y Tirídates tuvo que huir a Siria (29 a. C.). Tirídates debía contar con apoyos entre la nobleza porque un año después volvió a invadir Partia y proclamarse rey, sin embargo fue nuevamente expulsado en el 26 a. C.
Sin embargo Tirídates huyó a Roma llevándose consigo al  hijo menor de Fraates IV (Historiarum Philippicarum, XLII), este al saberlo envió una embajada a Augusto. Fraates IV pedía que se le entregaran sus hijos y al usurpador Tirídates, pero Augusto accedió solo a entregarle a su hijo a cambio de un tratado en el que Fraates devolvió a los prisioneros y las águilas romanas capturadas en la Batalla de Carras (53 a. C.), en la derrota del gobernador Lucio Decidio Saxa (40 a. C.) y en la campaña de Marco Antonio (38-35 a. C.). 
En ese mismo año Fraates perdió su influencia sobre Armenia, cuando Artasvades II fue asesinado y sustituido por Tigranes III, criado en Roma.

## Sucesión
Poco después, Fraates, cuyos mayores enemigos estaban en su propia familia, envió a cinco de sus hijos como rehenes a Augusto, reconociendo así también su dependencia de Roma. Entre ellos figuraba el futuro Tirídates III. Este plan lo adoptó por consejo de una concubina entregada por Augusto, Musa, a la que luego hizo su legítima esposa, y con la que tuvo a su sucesor Fraataces. En el año 2 a. C. fue asesinado por ambos.

| Predecesor: Orodes II    | Rey (Rey de Reyes) de Partia (de la Dinastía Arsácida) 38 a. C. - 32 a. C. | Sucesor: Tirídates II |
| Predecesor: Tirídates II | Rey (Rey de Reyes) de Partia (de la Dinastía Arsácida) 29 a. C. - 28 a. C. | Sucesor: Tirídates II |
| Predecesor: Tirídates II | Rey (Rey de Reyes) de Partia (de la Dinastía Arsácida) 26 a. C. - 2 a. C.  | Sucesor: Fraates V    |